# La voie démocratique travailliste
La voie démocratique travailliste (arabe : النهج الديمقراطي العمالي) est un parti politique communiste d'extrême gauche, d'idéologie marxiste-léniniste au Maroc. Constitué en 1995, il se définit comme continuation du Mouvement marxiste-léniniste marocain (MMLM) et notamment de sa principale composante, l'organisation « Ila Al Amame », qui militait clandestinement.

## Historique
Né au début des années 1970, le MMLM a été victime d'une répression des autorités ; des milliers de militants ont été emprisonnés, d'autres sont décédés dans les centres de torture dont Abdellatif Zeroual, un des fondateurs de Ila Al Amame, ou pendant les grèves de la faim entamées en prison tel Saïda Menebhi, ou encore ont disparu sans que la vérité sur leur sort ne soit connue à ce jour.
Les militants de La voie démocratique travailliste sont présents dans les deux principaux syndicats du Maroc : l'Union marocaine du travail (UMT), et la Confédération démocratique du travail (CDT), ainsi que les associations de la société civile tel l'Association marocaine des droits humains (AMDH), Attac-Maroc et l'Association nationale des diplômés chômeurs au Maroc (ANDCM).
Le premier congrès de La voie démocratique s'est tenu les 16, 17 et 18 juillet 2004, alors que celui de la jeunesse de La Voie Démocratique (Chabibat Annahj Addimocrati) s'est tenu les 22, 23 et 24 décembre 2006.
Annahj Addimocrati est le seul parti politique marocain qui a prôné le boycott des élections législatives de septembre 2007.
En 2022, et à l'issue du cinquième congrès, La voie démocratique devient La voie démocratique travailliste.